# Christian Mourier-Petersen (maler)
 Der er flere personer med dette navn, se Christian Mourier-Petersen.
Christian Vilhelm Mourier-Petersen (26. november 1858 på Holbækgård ved Randers – 19. maj 1945 i København) var en dansk maler.
Han var søn af godsejer og etatsråd A.T.H. Mourier-Petersen, blev student 1878, studerede en tid medicin, blev dimitteret af Carl F. Andersen, gik på Kunstakademiet fra april 1880 og til foråret 1883. Han var derefter på Kunstnernes Frie Studieskoler (under Laurits Tuxen) 1883-86.
Han opholdt sig i slutningen af 1880'erne i udlandet, især i Frankrig. Han var ven med Vincent van Gogh, som han havde mødt i Arles. I maj 1888 rejste han til Paris, hvor han lejede et atelier hos Theo van Gogh, malerens broder. Han mødte også impressionisterne, og hjemvendt i Danmark var han medstifter af Den Frie Udstilling i 1891, hvor han var medlem indtil 1932.
Han var også ansat ved Den kongelige Porcelainsfabrik som kunstner (signatur i underglasur) i tiden 1894-95.
Han er begravet på Hellerup Kirkegård.